# Dimorphospora foliicola
Dimorphospora foliicola är en svampart som beskrevs av Tubaki 1958. Dimorphospora foliicola ingår i släktet Dimorphospora och familjen Helotiaceae.   Inga underarter finns listade i Catalogue of Life.